# Drăghici, Argeș
Drăghici este un sat în comuna Mihăești din județul Argeș, Muntenia, România.